# Soul Kitchen
Soul Kitchen è un film del 2009 diretto da Fatih Akın, scritto dallo stesso regista con la collaborazione dell'interprete protagonista Adam Bousdoukos.
Il film è stato presentato in concorso alla 66ª Mostra internazionale d'arte cinematografica di Venezia, dove si è aggiudicato il premio Leone d'argento - Gran premio della giuria.

## Trama
Zinos Kazantzakis, un giovane cuoco di origini greche, è il proprietario del malandato ristorante Soul Kitchen, che ha sede in un vecchio magazzino del quartiere Wilhelmsburg di Amburgo. Il giovane è in serie difficoltà finanziarie e gli ispettori delle tasse gli richiedono continuamente i pagamenti arretrati. Occasionalmente una band punk usa il ristorante come sala prove, ma non paga mai l'affitto. Vi è anche un vecchio marinaio greco, Sokrates, che usa il magazzino del ristorante per viverci e lavorare continuamente alla sua barca, ma nemmeno lui riesce mai a pagare l'affitto.
Durante una riunione di famiglia della sua fidanzata Nadine in un ristorante di lusso, Zinos litiga con la ragazza, una giornalista che si sta preparando a partire per un importante incarico a Shanghai. Durante la cena lo chef del ristorante, Shayn Weiss, litiga con un cliente (che voleva che gli venisse scaldato il gazpacho, piatto che per tradizione va servito rigorosamente freddo), arrivando quasi a pestarlo, e per questo il proprietario lo licenzia in tronco. Usciti per fumare, Zinos propone allo scontroso chef di lavorare per lui. Poco dopo, Zinos incontra un vecchio compagno di scuola, Thomas Neumann, e la sua fidanzata Tanja. Neumann gli dice che, come lavoro, si occupa d'immobili.
A questo punto Nadine parte, tenendosi in contatto con il fidanzato attraverso Skype. Illias, il fratello maggiore di Zinos, un piccolo criminale che si trovava in carcere e fino a quel momento era autorizzato ad uscirne per alcune ore al giorno, ottiene un permesso per poter stare fuori per l'intera giornata con il pretesto di "lavorare" nel locale di suo fratello (per poi non fare assolutamente nulla), anche se la barista Lucia non è d'accordo. Illias chiede al fratello di non rivelare a nessuno della sua condizione, e quest'ultimo promette. Più tardi Zinos ha un incidente: cercando di spostare una pesantissima lavastoviglie greca, fa un movimento brusco e resta con la schiena bloccata. Siccome non ha un'assicurazione e non può quindi permettersi un'operazione chirurgica (che sarebbe assolutamente necessaria), si rivolge a una fisioterapista, Anna, consigliatagli da Nadine, che gli insegna degli esercizi per la schiena e gli ordina di non stare spesso né in piedi né seduto, di muoversi il più possibile e di non trasportare pesi superiori ad un chilo.
Non potendo stare in piedi, Zinos non riesce a cucinare ed a lavorare, quindi, quando ritrova Shayn, lo assume come cuoco. Shayn insiste per cambiare il menu, sostituendo gli improvvisati piatti da fast food con preparazioni di alta cucina. In un primo momento la sua cucina raffinata e stravagante provoca un'autentica diaspora dei clienti abituali, facendo rischiare il fallimento al povero Zinos. Nel frattempo Neumann continua a chiedere a Zinos di vendergli il ristorante, ma Zinos continua a rifiutare e a rimandare, finché Neumann si spazientisce e decide di chiamare l'ufficio d'igiene fingendosi un cliente intossicato da una pietanza del ristorante. Gli ispettori sanitari, andati ad ispezionare il locale, trovano effettivamente la cucina in pessime condizioni e impongono a Zinos di rinnovarla, adeguandola alle vigenti norme igieniche, entro un mese, aggiungendosi alla lista di creditori.
Illias decide di diventare un DJ, usando una consolle rubata da una discoteca con alcuni suoi amici; la stessa sera del furto, avvenuto davanti a Lucia e Zinos, presenti nel locale (Lucia non riconosce Illias e i suoi soci, mentre Zinos finge di non riconoscerli), Zinos non riesce a trattenersi dal confessare a Lucia che Illias è un ladro; lei però trova questo aspetto non pericoloso bensì romantico, definendolo un "Conte di Montecristo". Shayn comincia a insegnare a Zinos a cucinare in maniera raffinata.
Piano piano la situazione migliora, in quanto un giusto giro di persone comincia a frequentare il locale portando gli incassi alle stelle, tanto che Zinos riesce a pagare tutte le tasse arretrate e rimodernare totalmente la cucina, mentre Lucia cambia lentamente opinione su Illias. Durante una serata particolarmente caotica, Lucia si rivolge a Illias chiamandolo inavvertitamente "Conte di Montecristo". Lui va su tutte le furie, odiando chi lo chiama così, ma Lucia riesce a calmarlo e gli assicura che per lei non è un problema.
Una sera Shayn cucina un dessert, a suo dire, "afrodisiaco". Questo ha effetto su chiunque al ristorante, inclusi Lucia, Illias, Neumann e l'ispettrice delle tasse Schuester. Il mattino dopo, quando Zinos si complimenta con lui, Neumann ammette di avere imbrogliato finanziariamente anche le autorità. Quando la Schuester se ne va, Zinos le dice il nome di Neumann.
Zinos aveva promesso a Nadine di andare da lei a Shanghai appena possibile, ma tutti questi fattori lo tengono lontano e distratto, provocando nuove tensioni, e Nadine, esasperata dalla lunga attesa, comincia ad essere molto fredda con lui.
Cercando di riconciliarsi con la fidanzata, il ragazzo decide di partire davvero per la Cina e di affidare temporaneamente il locale al fratello. Nadine però sul più bello gli chiede di non partire, perché presto lei potrebbe doversi trasferire in Tibet. Zinos compra lo stesso il biglietto, ma mentre è all'aeroporto vede la fidanzata con un altro uomo, un cinese di nome Han. Lei gli spiega che sua nonna è morta improvvisamente e lei è tornata per prendere parte alle esequie. Correndo a recuperare i suoi bagagli, Zinos li afferra piegandosi troppo velocemente e resta definitivamente bloccato con la schiena, ma decide di non farsi comunque operare, anche se questo potrebbe significare per lui finire sulla sedia a rotelle. Si precipita allora al funerale, non invitato, e quando arriva vede Han e Nadine tenersi per mano, pensa che il cinese sia il nuovo fidanzato di lei e lo aggredisce, rovinando la cerimonia.
Durante la brevissima assenza di Zinos, Illias perde a poker contro Neumann e si ritrova a dovergli vendere il locale. In preda alla disperazione, Zinos decide di dare fuoco a tutto ciò che gli ricorda Nadine, e facendo questo provoca un incendio nel suo appartamento: a questo punto si ritrova senza amore, senza lavoro e senza casa. Siccome per la registrazione dell'atto occorrono due settimane, quando Zinos lo scopre decide di rubare i documenti insieme al fratello e ai suoi due amici ladri. Il furto fallisce e Zinos, a causa della sua schiena malata, non riesce a scappare, mentre Illias sì. Quest'ultimo decide poi di costituirsi e farsi arrestare insieme al fratello, per poi rimanere in carcere. Zinos, rilasciato, ormai non riesce praticamente più a camminare, ma nonostante ciò non vuole proprio saperne di andare sotto i ferri, allora Anna lo porta da un medico turco, Kemal "lo Spaccaossa", che lo guarisce definitivamente con un intervento drastico e gli fa capire di essersi innamorato di Anna.
Zinos, dopo aver perso il locale, trova un lavoro come guidatore di muletto in un mercato, mentre Lucia diventa barista in un altro locale e Shayn lascia il Paese. Incredibilmente, le autorità giudiziarie arrestano Neumann, che in prigione incontra Illias, e mettono all'asta il Soul Kitchen. Zinos lo scopre proprio nel giorno in cui si terrà l'asta e chiede a Nadine un prestito di 200.000 euro, che lei riesce a concedergli essendo diventata ricca grazie all'eredità della nonna. Grazie ad un colpo di fortuna provocato dal vecchio Sokrates (che, giudicando indegna una delle somme offerte all'asta, inizia ad imprecare rumorosamente e viene allontanato dal tribunale), Zinos vince l'asta e ricompra il suo ristorante. La relazione di Illias e Lucia continua, mentre il film si chiude con Zinos e Anna che cenano dentro Soul Kitchen, "chiuso per festa privata".

## Distribuzione
| Paese    | Titolo film  | Date             |
| -------- | ------------ | ---------------- |
| Germania | Soul Kitchen | 25 dicembre 2009 |
| Italia   | Soul Kitchen | 8 gennaio 2010   |

## Riconoscimenti
- 2009 - 66ª Mostra internazionale d'arte cinematografica di Venezia
  - Leone d'argento - Gran premio della giuria